# Купер, Ричард
Ри́чард Ку́пер (англ. Richard Cooper; 16 июля 1893 — 18 июня 1947) — британский актёр, который снялся в двадцати восьми фильмах в период с 1930 по 1941 год. Родился в Харроу-он Хилл, в 1893 году. Начал свою работу на театральной сцене, как комедийный актёр в 1913 году, позже начал сниматься в кино. Самой известной его ролью стала роль капитана Гастингса в серии фильмов 1930-х годов об Эркюле Пуаро. Он часто работал с режиссёром Лесли Хискотом, у которого снялся в своей дебютной роли в фильме «Дом стрелка» в 1930 году.

## Фильмография
| Год  |   | Русское название       | Оригинальное название            | Роль             |
| ---- | - | ---------------------- | -------------------------------- | ---------------- |
| 1930 | ф | Дом стрелка            | The House of the Arrow           |                  |
| 1930 | ф |                        | At the Villa Rose                |                  |
| 1930 | ф | Последний час          | The Last Hour                    |                  |
| 1930 | ф |                        | Kissing Cup’s Race               |                  |
| 1930 | ф |                        | Enter the Queen                  |                  |
| 1930 | ф | Лорд Ричард в кладовке | Оригинальное название неизвестно |                  |
| 1930 | ф | Кровать и завтрак      | Оригинальное название неизвестно |                  |
| 1931 | ф |                        | The Officer’s Mess               |                  |
| 1931 | ф |                        | Rodney Steps In                  |                  |
| 1931 | ф | Чёрный кофе            | Black Coffee                     | капитан Гастингс |
| 1931 | ф |                        | Home, Sweet Home                 |                  |
| 1932 | ф | Однажды укушенный      | Once Bitten                      |                  |
| 1934 | ф |                        | Black Abbot                      |                  |
| 1934 | ф | Смерть лорда Эджвера   | Lord Edgware Dies                | капитан Гастингс |
| 1938 | ф |                        | Stepping Toes                    |                  |
| 1938 | ф |                        | Alf’s Button Afloat              |                  |
| 1939 | ф | Верфь Салли            | Shipyard Sally                   |                  |
| 1941 | ф |                        | Inspector Hornleigh Goes to it   |                  |

- 1932 — Другое миссис Фиппс
- 1932 — Первая миссис Фрейзер
- 1932 — Двойной Дилинг
- 1934 — Манекен
- 1934 — Четыре человека в масках
- 1935 — Энни, покинуть комнату!
- 1935 — Туз пик
- 1935 — Три свидетеля
- 1935 — Это мой дядя
- 1937 — Ангелус